# Португалія (словник)
«Португа́лія» (порт. Portugal) — португальський 7-томний енциклопедичний словник, присвячений географії та історії Португалії. Виданий у 1904—1915 роках в Лісабоні, у видавництві Жуана Торреша, під редакцією Жуана Мануела Ештеваша Перейри і Гільєрме Родрігіша. Містить опис географії та історії Португальського королівства, міст, містечок, островів та заморських територій; біографії історичних португальських діячів та португальських родів; огляд португальської літератури, геральдики, нумізматики тощо. 

## Назва
- «Португалія: словник» (порт. Portugal: diccionario) — повна назва.
- «Португалія: історичний, хорографічний, геральдичний, біографічний, нумізматичний і мистецький словник» (порт. Portugal: diccionario historico, chorographico, heraldico, biographico, bibliographico, numismatico e artistico) — повна назва.

## Томи
| Том | Літери | Рік  | Лінк |
| --- | ------ | ---- | ---- |
| I   | A      | 1904 |      |
| II  | B — C  | 1906 |      |
| III | D — K  | 1907 |      |
| IV  | L — M  | 1908 |      |
| V   | N — P  | 1911 |      |
| VI  | Q — S  | 1912 |      |
| VII | T - Z  | 1915 |      |